# 克雷门丘克区
克雷门丘克区（烏克蘭語：Кременчуцький район），又按俄语名译为克列緬丘格區，是烏克蘭中部波尔塔瓦州的一個區，行政中心設於克雷门丘克，人口数量为392,341人（2021年估计）。

## 历史
该区成立于1939年。
2020年7月18日作为乌克兰行政区划改革的一部分，波尔塔瓦州的区份数量减至4个，克雷门丘克区的面积显著增加。改革前克雷门丘克区的面积为1,020平方公里，2020年人口数量为38,814人。

## 行政区划
克雷门丘克区下分为12个市镇。